# Berni Álvarez
Bernardo Álvarez Merino, detto Berni (Reus, 3 agosto 1971), è un allenatore di pallacanestro ed ex cestista spagnolo.

## Carriera
Con la Spagna universitaria ha disputato le Universiadi di Palma di Maiorca 1999.

## Palmarès

### Giocatore
- Copa del Rey: 1

Valencia: 1998
- Liga catalana: 2

Lleida: 2002, 2003